# 莫里斯·贝雅
莫里斯·贝雅（法語：Maurice Béjart，1927年1月1日—2007年11月22日），法国编舞者和舞剧导演。莫里斯在瑞士运营了洛桑莫里斯芭蕾公司。他在逝世后被授予瑞士公民。
莫里斯于1927年出生于法国马赛。